# Mercedes Rennwagen Targa Florio
La Mercedes Rennwagen Targa Florio è stata un'autovettura da competizione prodotta tra il 1923 ed il 1924 dalla Daimler Motoren Gesellschaft (DMG) per il suo marchio automobilistico Mercedes.

## Storia e profilo
La genesi di una nuova Rennwagen (vettura da corsa in tedesco) con motore da 2 litri di cilindrata ebbe inizio nel 1922 con l'estinzione della categoria voiturettes, categoria nella quale il marchio Mercedes era presente con una vettura con motore da 1.5 litri di cilindrata.
Divenuta inutile tale vettura, ed istituita invece una nuova categoria riservata alle vetture da 2 litri, alla DMG si cominciò a lavorare alla realizzazione di un nuovo motore appunto da 2 litri, da utilizzare in competizione nella nuova categoria. I lavori cominciarono sotto la supervisione del direttore tecnico Paul Daimler, figlio di Gottlieb, il quale si portò molto avanti con i lavori, ma degli aspri screzi con il resto del direttivo lo spinsero a dimettersi. Paul Daimler finirà a lavorare a Zwickau, presso la Horch. Il lavoro verrà ultimato da Ferdinand Porsche, subentrato a Daimler a partire dal mese di aprile del 1923.

### Caratteristiche tecniche

#### Meccanica e telaio
Il telaio di questa vettura da competizione era in acciaio stampato con profilo a U e montava sospensioni ad assale rigido su avantreno e retrotreno, con molle a balestra. Il semplice schema meccanico della vettura contribuiva a contenerne la massa, di appena 921 kg. La trasmissione era affidata ad un cambio a 4 marce con frizione a doppio cono, mentre l'impianto frenante prevedeva quattro tamburi sulle quattro ruote. Notevole la misura del passo, pari a 2.7 m, in rapporto alla lunghezza del corpo vettura, che era di 3.8 m. Ciò contribuiva alla stabilità della vettura alle alte velocità.

#### Il motore: Daimler M7294
Il propulsore di questa vettura era un 4 cilindri in linea direttamente derivato dall'unità che equipaggiava la Mercedes 10/45/65 PS normalmente prodotta in serie. A partire dall'originaria unità da 2614 cm³, venne ridotto l'alesaggio dei cilindri, portato a 70 mm. Anche la corsa subì un decremento, anche se quasi impercettibile (da 130 a 129.2 mm). La cilindrata, scese quindi a 1989 cm³. Ma le modifiche non finirono qui: infatti, al posto della testata a due valvole per cilindro con distribuzione monoalbero in testa, ne venne montata una a quattro valvole per cilindro con distribuzione a due assi a camme in testa. Grazie all'ausilio di un compressore volumetrico, il nuovo motore siglato M7294 raggiungeva una potenza massima di 125 CV a 4500 giri/min.

### Attività sportiva
Il debutto sportivo della nuova Mercedes Rennwagen da 2 litri non avvenne nel migliore dei modi: l'edizione 1923 della 500 miglia di Indianapolis, infatti vide due delle quattro vetture schierate abbandonare la gara a causa di incidenti. Una di queste era pilotata da Christian Lautenschlager. Le altre due vetture si piazzarono rispettivamente solo all'ottavo ed all'undicesimo posto. Per questo motivo, Ferdinand Porsche, rimise mano al propulsore e lo rivisitò per ottimizzare il rendimento termico. Inoltre adottò un nuovo compressore volumetrico Roots ed abbassò il rapporto di compressione da 7.5:1 a 4.5:1. La potenza così ottenuta non si discostava di molto da quella originaria, aumentando solamente di un CV: solo nel corso della stagione 1924, ulteriori modifiche lo portarono a 150 CV.
Con questo propulsore la Rennwagen venne schierata alla Targa Florio del 1924. Fu proprio la Rennwagen di Christian Werner a tagliare per prima il traguardo, aggiudicandosi non solo la Targa Florio, ma anche la Coppa Florio. Tra i piloti della Rennwagen, oltre al vittorioso Werner, vi era anche un giovane Alfred Neubauer, futuro direttore sportivo della scuderia Mercedes-Benz nel periodo delle celebri "frecce d'argento".

## Scheda tecnica
- Motore: 4 cilindri in linea, anteriore longitudinale;
- Alesaggio/Corsa: 70x129 mm;
- Cilindrata: 1989 cm³;
- Rapporto di compressione: 7.5:1 (4.5:1 nel 1924);
- Distribuzione: due assi a camme in testa;
- Testata: quattro valvole per cilindro;
- Potenza max: 125 CV a 4500 giri/min (126 CV all'inizio del 1924, 150 CV nella seconda metà dell'anno);
- Cambio: manuale a 4 marce;
- Trazione: posteriore;
- Sospensioni: assale rigido e molle a balestra su entrambi gli assi;
- Freni: a tamburo sulle quattro ruote;
- Pneumatici: 765x105 mm;
- Lunghezza: 3.8 m;
- Larghezza: 1.7 m;
- Altezza: 1.25 m;
- Passo: 2.7 m;
- Massa a vuoto: 921 kg;
- Velocità max: 120 km/h (150 km/h nel 1924);